# Austrian International 1991
Die Austrian International 1991 fanden vom 19. bis zum 21. April 1991 in Pressbaum statt. Es war die 21. Austragung dieser offenen internationalen Meisterschaften von Österreich im Badminton.

## Sieger und Platzierte
| Disziplin    | Gold                              | Silber                         | Bronze                                |
| ------------ | --------------------------------- | ------------------------------ | ------------------------------------- |
| Herreneinzel | Rikard Magnusson                  | Peter Bush                     | Kerrin Harrison                       |
| Herreneinzel | Rikard Magnusson                  | Peter Bush                     | Yan Wei                               |
| Dameneinzel  | Elena Rybkina                     | Viktoria Pron                  | Tracy Dineen                          |
| Dameneinzel  | Elena Rybkina                     | Viktoria Pron                  | Vlada Chernyavskaya                   |
| Herrendoppel | Michael Keck Robert Neumann       | Erik Lia Hans Sperre           | Kai Mitteldorf Bernd Schwitzgebel     |
| Herrendoppel | Michael Keck Robert Neumann       | Erik Lia Hans Sperre           | Detlef Poste Volker Renzelmann        |
| Damendoppel  | Elena Rybkina Vlada Chernyavskaya | Rikke Broen Marianne Rasmussen | Helene Kirkegaard Lotte Thomsen       |
| Damendoppel  | Elena Rybkina Vlada Chernyavskaya | Rikke Broen Marianne Rasmussen | Elena Nikitina Viktoria Pron          |
| Mixed        | Jerzy Dołhan Bożena Haracz        | Igor Dmitriev Viktoria Pron    | Christian Jakobsen Marianne Rasmussen |
| Mixed        | Jerzy Dołhan Bożena Haracz        | Igor Dmitriev Viktoria Pron    | Michael Keck Anne-Katrin Seid         |

## Finalergebnisse
| Disziplin    | Sieger                            | Finalist                       | Ergebnis        |
| ------------ | --------------------------------- | ------------------------------ | --------------- |
| Herreneinzel | Rikard Magnusson                  | Peter Bush                     | 15-4 15-11      |
| Dameneinzel  | Elena Rybkina                     | Viktoria Pron                  | 11-8 11-1       |
| Herrendoppel | Michael Keck Robert Neumann       | Erik Lia Hans Sperre jr.       | 15-3 15-8       |
| Damendoppel  | Elena Rybkina Vlada Chernyavskaya | Rikke Broen Marianne Rasmussen | 15-7 15-7       |
| Mixed        | Jerzy Dołhan Bożena Haracz        | Igor Dmitriev Viktoria Pron    | 8-15 15-10 15-9 |